# Ousmane Sow
Ousmane Sow (Dakar, 10 oktober 1935 – Dakar, 1 december 2016) was een Senegalees beeldhouwer van levensgrote beelden van mensen en groepen mensen.

## Werk
In 1957 vertrok Sow naar Frankrijk waar hij een diploma in verpleegkunde en vervolgens in fysiotherapie behaalde. In 1965 keerde hij terug, kwam in 1968 weer naar Frankrijk, om in 1984 nogmaals terug te keren naar Senegal met als doel daar een praktijk in fysiotherapie te beginnen.
Geïnspireerd door de foto's van de Noeba uit zuidelijk Soedan die werden geschoten door Leni Riefenstahl (1902-2003), liet hij zijn werk in de fysiotherapie echter voor wat het was om tussen 1984 en 1987 te gaan werken aan een serie beeldhouwwerken van gespierde mannelijke Noeba-worstelaars. De beelden zijn groter dan de Noeba's in werkelijkheid waren. Tijdens dit proces ontwierp hij een serie nieuwe technieken en materialen.
Na de Noeba's maakte hij belangrijke beeldhouwwerken van de Masai, een volk in Kenia en Tanzania, en de Zoeloes, een volk in voornamelijk KwaZoeloe-Natal, Zuid-Afrika.
Hij exposeerde meermaals op verschillende plekken ter wereld, waaronder voor de Documenta IX in 1992 en op de Pont des Arts in Parijs in 1999.

## Onderscheiding
In 2008 ontving Sow de Prins Claus Prijs in het thema Cultuur en het menselijk lichaam. Het Prins Claus Fonds eerde hem "voor zijn indrukwekkende sculpturen van het menselijk lichaam, voor zijn nieuwe invalshoeken op het lichaam die een uitdaging vormen voor de internationale wereld van de figuratieve kunst en voor zijn positieve invloed op de jongere generatie Afrikaanse kunstenaars."
In december 2013 werd Sow verkozen tot lid van de prestigieuze Académie des Beaux-Arts.